# Ветерн (Вермдьо)
Вижте пояснителната страница за други значения на Венерн.
Ветерн е малко езеро в община Вермдьо, Швеция. Най-дълбоката му точка е 2,4 м, а средната му дълбочина е едва 1,6 м. Общата му площ е около 5000 м2. Надморската височина е 5 м. На стотина метра от него в югозападна посока се намира малкото езеро Венерн.